# Lista de prefeitos de Equador (Rio Grande do Norte)
Esta é a lista de prefeitos de Equador, município brasileiro do estado do Rio Grande do Norte.
| Nº | Prefeito                            | Imagem                    | Partido                         | Início do mandato     | Fim do mandato         | Vice-prefeito                   | Observações             |
| -- | ----------------------------------- | ------------------------- | ------------------------------- | --------------------- | ---------------------- | ------------------------------- | ----------------------- |
| 1  | José da Costa Cirne Filho           |                           |                                 | 17 de março de 1963   | 31 de janeiro de 1964  | —                               | Prefeito interino       |
| 2  | José Marcelino de Oliveira          |                           | ARENA                           | 31 de janeiro de 1964 | 31 de janeiro de 1969  | não encontrado                  | Prefeito e vice eleitos |
| 3  | João Antônio de Oliveira            |                           | ARENA                           | 31 de janeiro de 1969 | 31 de janeiro de 1973  | Joaquim Pedro da Silva          | Prefeito e vice eleitos |
| 4  | José Marcelino de Oliveira          |                           | ARENA                           | 31 de janeiro de 1973 | 31 de janeiro de 1977  | Francisco Sabino de Oliveira    | Prefeito e vice eleitos |
| 5  | Francisco Sabino de Oliveira        |                           | ARENA                           | 31 de janeiro de 1977 | 31 de janeiro de 1983  | Francisco Granjeiro Diniz       | Prefeito e vice eleitos |
| 6  | Francisco Granjeiro Diniz           |                           |                                 | 31 de janeiro de 1983 | 31 de dezembro de 1988 | não encontrado                  | Prefeito e vice eleitos |
| 7  | Francisco Sabino de Oliveira        |                           | PDS                             | 1º de janeiro de 1989 | 31 de dezembro de 1992 | Severino Fernandes Filho        | Prefeito e vice eleitos |
| 8  | Vanildo Fernandes Bezerra           |                           | PFL                             | 1º de janeiro de 1997 | 31 de dezembro de 2004 | Zenon Sabino de Oliveira        | Prefeito e vice eleitos |
| 8  | Vanildo Fernandes Bezerra           | PP                        | Prefeito e vice reeleitos       | 1º de janeiro de 1997 | 31 de dezembro de 2004 | Zenon Sabino de Oliveira        |                         |
| 9  | Zenon Sabino de Oliveira            |                           | PTB                             | 1º de janeiro de 2005 | 31 de dezembro de 2008 | Sebastião Carlos Derick         | Prefeito e vice eleitos |
| 10 | Vanildo Fernandes Bezerra           |                           | PDT                             | 1º de janeiro de 2009 | 31 de dezembro de 2012 | Fábio Aurélio Bulcão            | Prefeito e vice eleitos |
| 11 | Noeide Clemens Ferreira de Oliveira |                           | DEM                             | 1º de janeiro de 2013 | 31 de dezembro de 2020 | Joady Gomes de Araújo           | Prefeita e vice eleitos |
| 11 | Noeide Clemens Ferreira de Oliveira | Prefeita e vice reeleitos | DEM                             | 1º de janeiro de 2013 | 31 de dezembro de 2020 | Joady Gomes de Araújo           |                         |
| 12 | Cletson Rivaldo de Oliveira         |                           | PSD                             | 1º de janeiro de 2021 | até a atualidade       | João Santiago dos Santos        | Prefeito e vice eleitos |
| 12 | Cletson Rivaldo de Oliveira         | MDB                       | Caio César Ferreira de Oliveira | 1º de janeiro de 2021 | até a atualidade       | Prefeito reeleito e vice eleito |                         |